# Eduard Gilliar
Eduard Gilliar (* 12. November 1924 in Ottobeuren; † 24. März 2012) war ein deutscher Mediziner. Er war Facharzt für Innere Medizin und langjähriger Chefarzt am Krankenhaus Nabburg.

## Werdegang
Gilliar stammte aus dem Allgäu. Nach Ende des Zweiten Weltkriegs nahm er an der Universität München ein Studium der Humanmedizin auf, das er 1950 mit Promotion und Staatsexamen abschloss. Seine Dissertation befasst sich mit Modifikationen des Weltmannschen Koagulationsbandes (labormedizinische Untersuchungsmethode zur Bestimmung der Salzstabilität von Patientenseren). Anfangs war er als Assistenzarzt am Münchner Klinikum rechts der Isar tätig. Seine Ehefrau Irmentraud, eine gebürtige Nabburgerin, machte ihn auf die Ausschreibung einer Stelle als Chefarzt am neu errichteten Kreiskrankenhaus in Nabburg aufmerksam, die er am 2. Juli 1959 antrat. Das Krankenhaus blieb für 30 Jahre berufliche Wirkungsstätte, als Chefarzt für Innere Medizin, in den letzten zehn Jahren zudem als ärztlicher Direktor. Kurz vor seiner Pensionierung setzte er sich 1989 für die Sanierung des Hauses ein. Ab dem 1. Januar 1990 führte er eine Privatpraxis für Innere Medizin in Nabburg.
Ehrenamtlich übernahm er Aufgaben in der Ständevertretung der Ärzte. Den Prozess der Gebietsreform im Jahr 1972, bei der vier Landkreise im Landkreis Schwandorf aufgingen, begleitete er als Sprecher der Chefärzte der betroffenen Kreiskrankenhäuser. Von 1972 bis 1978 war er Stadtrat in Nabburg und ab 1992 Vorsitzender des Ärztlichen Kreisverbandes Schwandorf. Gemeinsam mit seinem Kollegen Horst Guggenmos organisierte er regelmäßig Fortbildungsveranstaltungen für die Ärzteschaft in seinem Landkreis.
Er war Delegierter zum Deutschen Ärztetag und zur Bayerischen Ärztekammer. 2005 regte er auf dem Deutschen Ärztetag an, die Elektronische Gesundheitskarte bei Ausgabe um die Möglichkeit einer Willenserklärung zur Organspende auf freiwilliger Basis und einen Hinweis auf eine vorliegende Patientenverfügung zu erweitern. Beide Anträge wurden mit großer Mehrheit angenommen.

## Ehrungen
- 1994: Verdienstkreuz am Bande der Bundesrepublik Deutschland
- 2006: Ernst-von-Bergmann-Plakette der Bundesärztekammer
- 2009: Verdienstmedaille des Landkreises Schwandorf[6]

## Schriften
- Zu zwei Modifikationen des Weltmannschen Koagulationsbandes mit besonderem Hinblick auf 1. Vereinfachung der Methodik und Anpassung an die praktischen Erfordernisse, 2. Erweiterung des gruppendiagnostischen Wertes der Methode. – München, Med. Fak., Diss. v. 26. Februar 1951